# Papageitangare
Die Papageitangare (Chlorornis riefferii) ist eine Vogelart aus der Familie der Tangaren (Thraupidae). Die Art hat ein großes Verbreitungsgebiet, das die südamerikanischen Länder Bolivien, Peru, Ecuador und Kolumbien umfasst. Der Bestand wird von der IUCN als nicht gefährdet (Least Concern) eingeschätzt.

## Merkmale
Die Papageitangare erreicht eine Körperlänge von etwa 20,5 Zentimetern. Der Schnabel und die Beine sind lachsrot. Der größte Teil des Vogels ist kräftig grün mit wenigen kastanienfarbenen Hervorhebungen. Die Gesichtsmaske, die Kehle, Hinterbauch und Unterschwanzdecken sind kastanienrot. Die Iris ist rotbraun. Die Art weist keinen signifikanten Sexualdimorphismus auf.

## Verhalten
Normalerweise sieht man die Papageitangare in Gruppen von sechs bis acht Vögeln. Dabei kommt es vor, dass sie auch andere Tangarenarten begleitet. Sie ernährt sich von Früchten und Insekten in allen Stratifikationschichten.

## Verbreitung und Lebensraum
Man findet die Papageitangare normalerweise an den feuchten Bergwäldern der Osthänge der Anden in Höhen zwischen 2000 und 3500 Metern. Hier bewegt sie sich vorwiegend in halboffener Vegetation und an Waldrändern. Sehr selten findet man sie im Waldinneren.

## Unterarten
Bisher sind fünf Unterarten bekannt, die sich vor allem durch ihre Färbung unterscheiden.
- C. r. riefferii (Boissonneau, 1840)[4] Nominatform
- C. r. dilutus Zimmer, JT, 1947[5] Vorkommen ist die Provinz Chachapoyas. Ähnelt mit blauen Flecken an der Stirn C. r. elegans, doch sind Gesichtsmaske, Hinterbauch und Unterschwanzdecken deutlich heller.
- C. r. elegans (Tschudi, 1844)[6]. Tschudi beschrieb diese Unterart unter dem Namen Saltador elegans Kommt in der Region Junín (Pumamarca, Sillapata, Gloriapata, Auquimarca, Hauacapistana) vor. C. r. elegans hat einen deutlichen blauen Fleck an der Stirn. Die kastanienfarbene Kehle ist etwas ausgedehnter als bei der Nominatform.
- C. r. celatus Zimmer, JT, 1947[5] Kommt bei Limbani im Südosten Perus vor. Ähnlich wie bolivianus dunkleres Grün. Hat einen diagonalen Strich hinter dem kastanienbraunen Bereich des Kopfes, der dem blauen Fleck von elegans nahekommt, aber nicht eindeutig blau ist. Es handelt sich hier eher um ein Mattgrün bis Graublau.
- C. r. bolivianus (Berlepsch, 1912)[7] Kommt bei Cillutincara in Bolivien vor. Sehr viel dunkleres Grün als Nominatform und keinen blauen Fleck an der Stirn.

## Namensgebung
In den 1830 und 1840 reiste der Franzose Etienne Rieffer (1806–1872) durch Kolumbien. Vermutlich in den Jahren 1838 oder 1839 schickte er Vogelbälge nach Europa. Die Lieferung wurde Auguste Boissonneau, Frédéric de Lafresnaye, Marc Athanase Parfait Œillet Des Murs und Jules Bourcier bekannt. Sie beschrieben  viele der Bälge in den Zeitschriften 'Revue Zoologique' and 'Revue et Magazin'. Weitere Bälge Riéffers gingen an Coenraad Jacob Temminck. Genau dieser Temminck riet Boissonneau die Papageitangare (Chlorornis riefferii), die er als neue Art identifizierte, nach Riéffer zu benennen. Die Papageitangare wurde zuerst unter dem wissenschaftlichen Taxon Tanagra (gros-bec?) Riefferii beschrieben. Später findet man u. a. bei Berlepsch in seinem Beitrag zu Verhandlungen des V. Internationalen Ornithologen-Kongresses noch Psittospiza riefferi bolivianus. Boissonneau folgte dem Ratschlag  Temmincks und benannte zusätzlich  die Goldbandkotinga mit dem Namen Pipreola riefferii (Original: Ampelis riefferii).